# مس(I) استیلید
استیلید مس(I) (به انگلیسی: Copper(I) acetylide) با فرمول شیمیایی C۲Cu۲ یک ترکیب شیمیایی با شناسه پاب‌کم ۱۹۰۲۱۰۵۶ است. که جرم مولی آن ۱۵۱٫۱۱ g/mol می‌باشد. 